# District de Kapilvastu
Le district de Kapilvastu – en népalais : कपिलबस्तु जिल्ला – est l'un des 75 districts du Népal. Il est rattaché à la zone de Lumbinî et à la région de développement Ouest. La population du district s'élevait à 571 936 habitants en 2011.

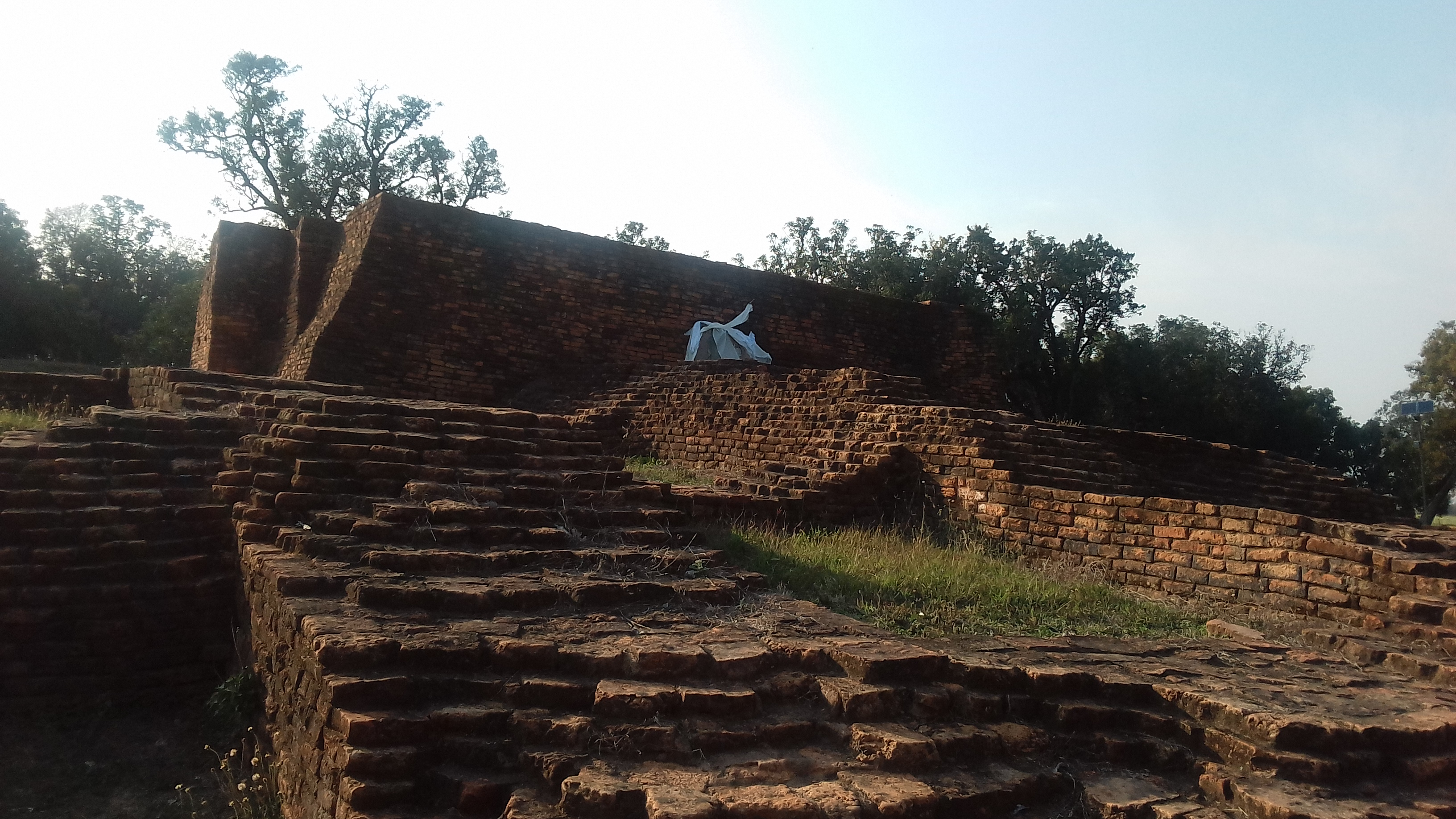
Tilaurakot, ancienne capitale Shakya de Kapilvastu